# 五諸侯增七
后髮座3，又名BD+17 2446，HD 105778、SAO 99973、HR 4632，是后髮座的一颗恒星，视星等为6.39，位于銀經258.3，銀緯76，其B1900.0坐标为赤經12h 5m 25.8s，赤緯+17° 76′ 57″。